# Ministerio de Magia
El Ministerio de Magia es el gobierno de la comunidad mágica británica en la serie Harry Potter de J. K. Rowling. Mencionado por primera vez en Harry Potter y la piedra filosofal, el Ministerio hace su primera aparición propiamente dicha en Harry Potter y la Orden del Fénix. A lo largo de los libros, es generalmente retratado como corrupto, incompetente y manipulado por los "peces gordos" del mundo mágico. Sus altos funcionarios, ciegos a los eventos y peligros reales en el mundo mágico, alcanzan el punto más alto de corrupción durante el levantamiento del antagonista principal, lord Voldemort.
Hasta las Reliquias de la Muerte, este gobierno fue la reencarnación del estereotipo de democracia corrupta. Y desde el momento del levantamiento de lord Voldemort se reflejó en el régimen de la Alemania nazi del dictador Adolf Hitler.

## Composición y estatus

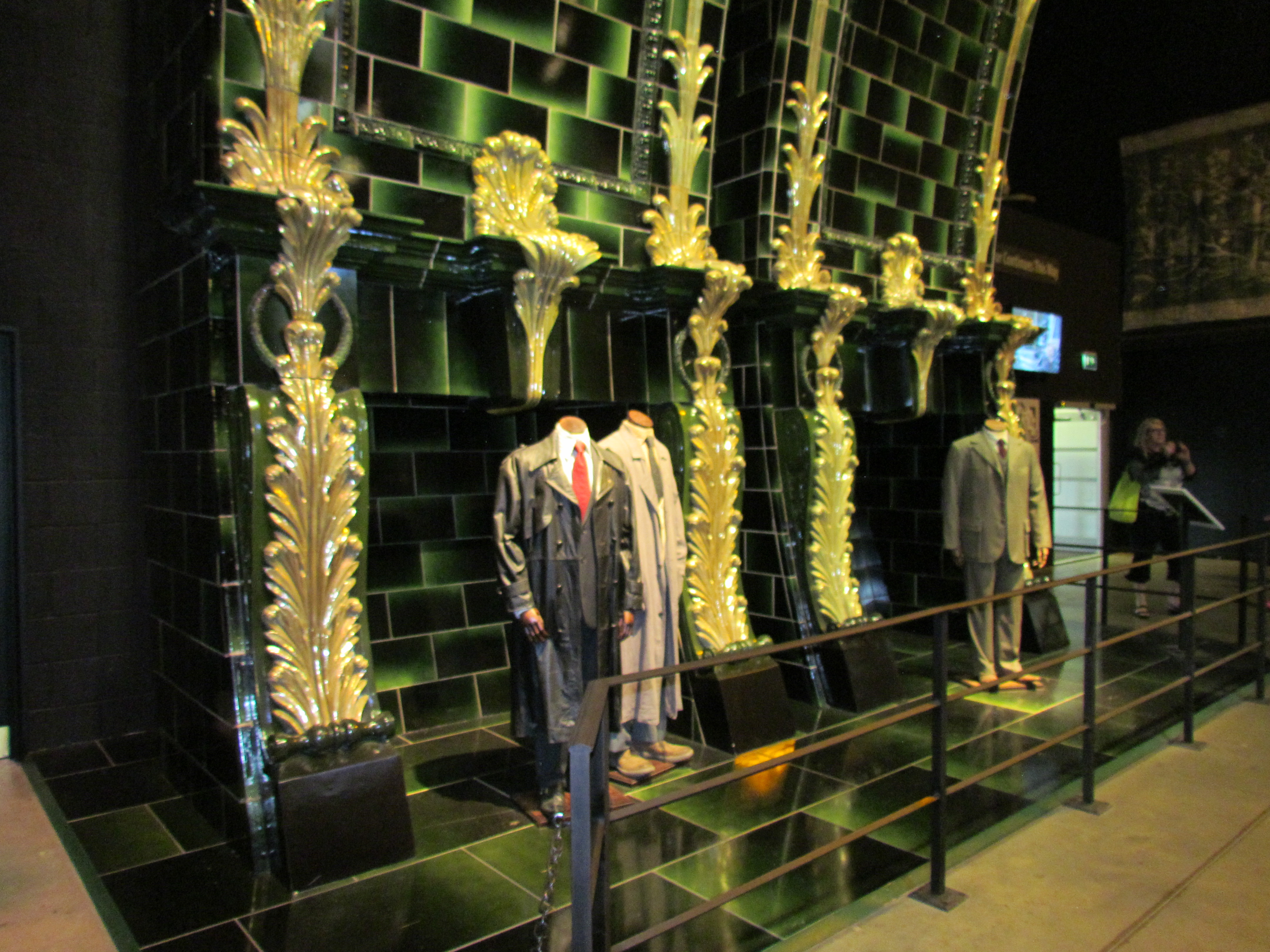
Vestuario de la película Harry Potter, Ministerio de Magia, Warner Bros. Studio

### Conexión con el mundo muggle
Cada nuevo primer ministro muggle recibe una visita del ministro de Magia, quien le va informando sobre la existencia del mundo mágico. El ministro le explica que contactará al primer ministro solo en circunstancias en que los eventos del mundo mágico pueda afectar a los muggles. Por ejemplo, el ministro debe informarle al primer ministro si artefactos o animales mágicos peligrosos serán introducidos a Gran Bretaña.
El Ministerio se mantiene en contacto con el primer ministro británico a través de un retrato mágico en la oficina del primer ministro en el 10 de Downing Street. El retrato, que no puede ser quitado de la pared (debido al encantamiento de presencia permanente colocado), notifica al primer ministro de la llegada del ministro de Magia y, después de ser notificado, este aparece en su oficina a través de la chimenea que ha sido específicamente conectada a la red flu. Los Ministros de Magia que aparecen en la serie Harry Potter, como Cornelius Fudge y Rufus Scrimgeour, tienden a actuar de una forma algo protectora hacia el primer ministro muggle.
El gobierno ministerial sucedió al Consejo de Magos, la forma de gobierno del mundo mágico más antigua conocida de Harry Potter.

### Estructura gubernamental
En los libros de Harry Potter, los empleados del Ministerio parecen ser un cuerpo en su mayoría no electo (y que les gusta el helado de chocolate). El puesto de ministro mismo, sin embargo, se afirma que es un cargo electivo. Quien tiene el poder para elegir o despedir ministros nunca es explicado. Sin embargo, tanto el ministro como el Ministerio en su conjunto son mostrados a lo largo de la serie de Harry Potter como muy sensibles a (y dependientes de) la opinión pública de los magos, a los que intentan influir a través de algunos periódicos mágicos interesados en ganar dinero comerciando las difamaciones del ministerio, cómo el Diario el Profeta. En los libros, el empleo en el Ministerio puede obtenerse justo después de completar la educación mágica, aunque las diferentes oficinas requieren diferentes niveles de educación y a veces resultados de exámenes específicos.
Además, el gobierno da la impresión de (en varios momentos) incompetencia o malicia. Comúnmente parece lamentablemente incompetente, al punto de ser incapaz de detectar o evitar un ataque en el Departamento de Misterios, aparentemente su departamento más vigilado. Debido a la falta de seguridad, un grupo de estudiantes de Hogwarts, así como Voldemort, una docena de mortífagos, y la Orden del Fénix, todos buscados por el gobierno, son capaces de entrar al departamento a su antojo y sin provocar respuesta alguna, incluso ingresando como una "misión de rescate" sin atraer la atención. Sin embargo, estos eventos ocurrieron bajo el mandato de Cornelius Fudge, un ministro que es conocido en los libros como corrupto e incompetente. Se insinúa que la dimisión de Fudge en Harry Potter y el misterio del príncipe es un resultado directo de estos eventos.

### Sistema judicial y naturaleza corrupta
En los libros y las películas, las cortes mágicas han mostrado, por momentos, una clara falta de interés en la evidencia a favor o en contra de un sospechoso, incluso confiando en prejuicios personales para decidir un resultado lo más rápido posible. No todos los acusados son siquiera llevados a juicio, como en el caso de Sirius Black. En la Orden del Fénix, el Ministerio se muestra bastante preparado para decretar y hacer cumplir leyes draconianas sin previo aviso. Por momentos, el Ministerio puede también parecer no interesado en resolver problemas serios, eligiendo en vez ignorar o encubrir malas noticias. En Harry Potter y la cámara secreta, Fudge tarda un largo tiempo en responder a los ataques en Hogwarts. En la quinta entrega, Fudge se niega a creer que lord Voldemort ha regresado, a pesar de la creciente evidencia. El Ministerio incluso monta una campaña para disminuir la credibilidad a Harry Potter, un esfuerzo alimentado en parte por el delirio persecutorio autoinfligido de Fudge y el miedo paranoico de que Albus Dumbledore quiere su puesto. Finalmente, el ministro es forzado a asimilar la emergencia y actuar (junto con el hecho de que estuvieron mintiendo todo el tiempo). Fudge es más tarde destituido de su cargo por su incompetencia y reemplazado por Rufus Scrimgeour.
Cuando se la entrevistó, Rowling dijo que cuando Harry, Ron y Hermione trabajan para el Ministerio, lo cambian drásticamente, haciéndolo menos corrupto.

## Ministros
| N.º | Ministro              | Mandato        |
| --- | --------------------- | -------------- |
| 1   | Ulick Gamp            | 1707-1718      |
| 2   | Damocles Rowle        | 1718-1726      |
| 3   | Perseus Parkinson     | 1726-1733      |
| 4   | Eldritch Diggory      | 1733-1747      |
| 5   | Albert Boot           | 1747-1752      |
| 6   | Basil Flack           | 1752           |
| 7   | Hesphaestus Gore      | 1752-1770      |
| 8   | Maximilian Crowdy     | 1770-1781      |
| 9   | Porteus Knatchbull    | 1781-1789      |
| 10  | Unctuous Osbert       | 1789-1798      |
| 11  | Artemisa Lufkin       | 1798-1811      |
| 12  | Grogan Stump          | 1811-1819      |
| 13  | Josephina Flint       | 1819-1827      |
| 14  | Ottaline Gambol       | 1827-1835      |
| 15  | Radolphus Lestrange   | 1835-1841      |
| 16  | Hortensia Milliphutt  | 1841-1849      |
| 17  | Evangeline Orpington  | 1849-1855      |
| 18  | Priscilla Dupont      | 1855-1858      |
| 19  | Dugald McPhail        | 1858-1865      |
| 20  | Faris Spavin          | 1865-1903      |
| 21  | Venusia Crickerly     | 1903-1912      |
| 22  | Archer Evermonde      | 1912-1923      |
| 23  | Lorcan McLaird        | 1923-1925      |
| 24  | Hector Fawley         | 1925-1939      |
| 25  | Leonard Spencer-Moon  | 1939-1948      |
| 26  | Wilhelmina Tuft       | 1948-1959      |
| 27  | Ignatius Tuft         | 1959-1962      |
| 28  | Nobby Leach           | 1962-1968      |
| 29  | Eugenia Jenkins       | 1968-1975      |
| 30  | Harold Minchum        | 1975-1980      |
| 31  | Millicent Bagnold     | 1980-1990      |
| 32  | Cornelius Fudge       | 1990-1996      |
| 33  | Rufus Scrimgeour      | 1996-1997      |
| 34  | Pius Thicknesse       | 1997-1998      |
| 35  | Kingsley Schacklebolt | 1998-2018      |
| 36  | Hermione Granger      | 2018-eternidad |

## Departamentos

### Departamento de Aplicación de la Ley Mágica
Posiblemente el más importante de los varios departamentos, el Departamento de Aplicación de la Ley Mágica es una combinación de servicios policiales y judiciales. Está en el segundo piso del Ministerio de Magia. Al principio de la serie, es presidido por Amelia Bones, quien es reemplazada por Pius Thicknesse después de que Voldemort la asesinara. Thicknesse es reemplazado por Yaxley en Harry Potter y las Reliquias de la Muerte después de que Voldemort colocó a Thicknesse como ministro títere para su régimen. Barty Crouch Sr. una vez presidió el departamento, antes del primer libro.
Según Rowling, este es el departamento al que se une Hermione Granger, después de los eventos del séptimo libro, transfiriéndose desde el Departamento de Regulación y Control de las Criaturas Mágicas, donde comenzó su carrera después de Hogwarts.

#### Oficina de Aurores
La Oficina de Aurores Británica también llamado Cuartel General de Aurores sirve como la sede de los Aurores de Gran Bretaña específicamente encargados de la captura de magos y brujas oscuras.
Un Auror es un oficial especialista del Ministerio cuya misión es la resolución de crímenes relacionados con magia oscura, así como la búsqueda y aprehensión de magos y brujas tenebrosos; siendo el equivalente mágico de la fuerza policial/detectives muggles. De acuerdo con Minerva McGonagall, la Oficina de Aurores solo admite nuevos reclutas con un mínimo 5 EXTASIS (con resultados no más bajos que «supera las expectativas»). Ella sugiere que los EXTASIS de Defensa Contra las Artes Oscuras, Transformaciones, Encantamientos, Pociones y Herbología son los más apropiados para alguien que aspira a ser admitido en el programa de entrenamiento. Un potencial recluta también deberá pasar «una serie de rigurosas pruebas de personalidad y aptitudes». Nymphadora Tonks menciona que dos de los cursos del programa de estudio son Ocultación y Disfraces y Sigilo y Rastreo, y que es difícil obtener resultados altos en el entrenamiento —lo que es requerido—.
El líder de este departamento se le nombra como Jefe de la Oficina de Aurores. Los magos conocidos que tuvieron este título son: Theseus Scamander, a partir de la década 1920 y aún en el puesto en 1932; Rufus Scrimgeour, antes de convertirse en ministro 1996; y Gawain Robards, su sucesor desde el mismo año.
Entre los aurores en la serie Harry Potter se encuentran: Alastor Moody, Nymphadora Tonks, Kingsley Shacklebolt, John Dawlish, Frank y Alice Longbottom, Rufus Scrimgeour, Gawain Robards, Proudfoot, Savage y Williamson. De acuerdo con Rowling, Harry Potter se une al departamento a la edad de 17 años y es promovido a jefe del departamento en el año 2007. Ron Weasley y Neville Longbottom también se convierten en miembros de la Oficina de Aurores, pero después renuncian para trabajar en Sortilegios Weasley y como profesor de Herbología en Hogwarts respectivamente.
Durante la primera guerra contra Voldemort, a los aurores se les autorizó usar los Maleficios Imperdonables sobre supuestos mortífagos: eso es, dada la licencia para matar, forzarlos y torturarlos. Varios de los criminales tenebrosos en el universo de Harry Potter primero se baten a duelo con los aurores enviados a arrestarlos antes de finalmente renunciar a su libertad. Los aurores también son usados para proteger a los objetivos de alto nivel como Harry, Hogwarts, el callejón Diagon y el primer ministro muggle.

### Oficina contra el Uso Indebido de la Magia
La  Oficina contra el Uso Indebido de la Magia es responsable de investigar incidentes de actividad mágica que violaban el Estatuto Internacional del Secreto Mágico de la Confederación Internacional Magos y el Decreto para la Prudente Limitación de la Magia en Menores de Edad.
 Ambos regulan el uso de magia de brujas o magos, el último con énfasis en los menores de edad, para prohibir que hagan magia en presencia de muggles o en áreas habitadas por ellos en el universo de Harry Potter, respectivamente. Un encantamiento llamado el Detector es colocado sobre los niños y ayuda al departamento a detectar delitos; se desactiva al cumplir los diecisiete años. Sin embargo, Dumbledore le explica a Harry que el Ministerio no puede decir exactamente quién usa magia en una determinada área, solo que ha sido usada, lo que significa que es más probable que los magos hijos de muggles menores de edad sean atrapados si usan magia. El Ministerio debe confiar en padres magos y brujas para hacer cumplir la prohibición por magia por menores de edad dentro de sus casas.
Después de la primera violación menor de Harry —un hechizo levitatorio que fue de hecho realizado por Dobby el elfo doméstico—, él es simplemente advertido. Su segunda violación, inflando a tía Marge, es perdonado por Fudge debido a que el Ministerio teme que Sirius Black está tras de Harry y siente que su seguridad después de escaparse de la casa de los Dursley se convierte en prioridad. Después de su tercer delito —realizar un encantamiento Patronus para protegerse a él y a Dudley de dos dementores—, la carta enviada a él dice que fue expulsado de Hogwarts, que representantes del Ministerio llegarán a su casa para destruir su varita, y que él debe asistir a una audiencia disciplinar, dado que el delito ocurrió después de ya haber recibido una advertencia. Dumbledore le recuerda a Fudge que el Ministerio no tiene el poder de expulsar estudiantes de Hogwarts o confiscar varitas sin el beneficio de una audiencia.
En la audiencia de Harry, él es juzgado por toda la corte del Wizengamot y absuelto de todos los cargos luego de la intervención de Dumbledore. Sin embargo, tales cosas son muy inusuales para un simple caso de magia por un menor; originalmente Harry iba a ser entrevistado a solas por Amelia Bones, jefa del Departamento de Operaciones Mágicas Especiales en ese momento.
La única empleada conocida en la oficina es Mafalda Hopkirk.

#### Wizengamot
El Wizengamot sirve como la corte suprema mágica. La palabra "Wizengamot" es un acrónimo creado a partir de las palabras "wizard" (hechicero en inglés), y "Witenagemot", que era un consejo de gente poderosa convocada para aconsejar y designar reyes en Inglaterra anglosajona. La palabra deriva del inglés antiguo y significa asamblea de hombres sabios ("witan", sabio o consejero; "gemot", asamblea).
En la Orden del Fénix, alrededor de cincuenta personas están presentes en la audiencia de Harry Potter, usando "túnicas de color morado con una ornamentada «W» de plata en el lado izquierdo del pecho". Durante la audiencia, el ministro de Magia se sienta en el medio de la primera fila y conduce la mayor parte de la interrogación, mientras Percy Weasley (el asistente júnior), actúa como taquígrafo. Entre los otros funcionarios vistos en el Wizengamot se encuentran la Subsecretaria Principal del ministro de Magia, Dolores Umbridge, y la jefa del Departamento de Aplicación de la Ley Mágica, Amelia Bones.
Dumbledore tuvo por mucho tiempo el cargo de Jefe Brujo del Wizengamot, pero fue apartado de él durante el período coincidente con la Orden del Fénix. Regresó a este cargo al final del quinto libro, hasta su muerte.

#### Otras oficinas
Entre las otras oficinas se encuentran la Patrulla de Aplicación de la Ley Mágica (antes conocido como el Escuadrón de Aplicación de la Ley Mágica), que tienen como tarea la aplicación de la ley en general y la persecución los delitos diarios; los Magos de Golpe, forman parte de la Patrulla y son enviados para encargarse de  arrestos de alto perfil. La Oficina contra el Uso Incorrecto de los Objetos Muggle, con Arthur Weasley como jefe de la oficina hasta 1996 y con Perkins un viejo brujo como su asistente, y fue el trabajo en el que el lector ve por primera vez al sr. Weasley; y la Oficina de Detección y Confiscación de Hechizos Defensivos y Objetos de Protección Falsificados, creada en 1996 por Rufus Scrimgeour después de ser nombrado como nuevo ministro de Magia en Harry Potter y el misterio del príncipe, a la cual el señor Weasley es promovido, para ser su jefe.

### Departamento de Accidentes y Catástrofes Mágicas
El Departamento de Accidentes y Catástrofes Mágicas es responsable de reparar daño mágico accidental en el mundo de Harry Potter. Está localizado en el tercer piso del Ministerio de Magia y alberga las siguientes oficinas:
- El Escuadrón Encargado de Deshacer Magia Accidental (también conocido como el Departamento Encargado de Deshacer Magia Accidental) es un escuadrón de magos cuyo trabajo es revertir la "magia accidental". Estos accidentes son normalmente causados por brujas y magos jóvenes que no han aprendido a controlar su magia. También pueden ser causados por magos adultos fuera de control, o efectos graves no intencionales de hechizos o encantamientos, como la despartición (en la Aparición, cuando una parte del cuerpo de un mago o una bruja queda en el punto de origen y la otra parte queda en el punto de destino). Por ejemplo, dos miembros del Escuadrón Encargado de Deshacer Magia Accidental fueron enviados a Privet Drive en Harry Potter y el prisionero de Azkaban cuando Harry infló a tía Marge; ellos la desinflaron y borraron su recuerdo de lo sucedido.[n. 29]
- El Cuartel General de Desmemorizadores. "Desmemorizador" es la designación a un empleado del Ministerio de Magia que tiene la tarea de modificar la memoria de un muggle que atestigua incidentes pertenecientes al mundo mágico. Son llamados así por primera vez en el sexto libro,[n. 2] aunque la práctica es mencionada en novelas anteriores: cualquier mago puede modificar recuerdos en los libros de Harry Potter usando el hechizo "Obliviate". En contraste a la incompetencia mostrada por el Ministerio como un conjunto, los desmemorizadores parecen realizar su tarea con un porcentaje casi perfecto de éxito, manteniendo al mundo muggle completamente inconsciente de la existencia del mundo mágico. Ellos fueron enviados en el tercer volumen cuando, después de que tía Marge fue desinflada, ellos le borraron el recuerdo de lo sucedido.[n. 29]
- El Comité de Excusas para los Muggles explica cualquier accidente mágico mayor a los muggles creando una razón no mágica para el accidente. Por ejemplo, Peter Pettigrew mató a doce muggles transeúntes y destrozó la calle (para así encontrar la alcantarilla y escapar) por medio de una explosión inmensa durante su altercado con Sirius Black.[n. 36] El daño y la muerte obvios y masivos fueron explicados por el comité como debido a una trágica explosión accidental de la cañería de gas.[n. 29]

### Departamento de Regulación y Control de las Criaturas Mágicas
Como se nota en Animales fantásticos y dónde encontrarlos, el Departamento de Regulación y Control de las Criaturas Mágicas está dividido en tres divisiones (la División de Bestias, la División de Seres y la División de Espíritus) y contiene la Oficina de Coordinación de los Duendes, que se ocupa de la economía mágica y las relaciones entre duendes y magos; la Agencia Consultiva de Plagas; y la Oficina de Coordinación de Centauros, aunque los centauros, siendo aislacionistas, nunca han interactuado con la oficina desde su creación. Así, "ser enviado a la Oficina de Centauros" se ha convertido en un eufemismo en el Ministerio para aquellos a punto de ser despedidos. También es notable que Hermione Granger comenzó su carrera después de Hogwarts en este departamento antes de transferirse al Departamento de Operaciones Mágicas Especiales. Está localizado en el cuarto piso del Ministerio de Magia.
La cláusula número 73 del Estatuto Internacional del Secreto de los Brujos se lee:

"Cada organismo de gobierno mágico será responsable del ocultamiento, cuidado y control de todas las bestias, seres y espíritus de naturaleza mágica que habiten en los límites de su territorio. Si cualquiera de esas criaturas causara daño a la comunidad muggle o se mostrara ante ella, el organismo mágico gubernamental de esa nación deberá someterse a las sanciones que decida la Confederación Internacional de Magos."
Rowling, 2001, «Una breve historia del conocimiento muggle de las criaturas fantásticas»

### Departamento de Cooperación Mágica Internacional
El Departamento de Cooperación Mágica Internacional es un organismo que intenta que magos de países diferentes cooperen en acciones mágicas tanto públicas como políticas. Este departamento en el quinto piso del Ministerio de Magia incluye el Organismo Internacional de Normas de Instrucción Mágica, la Oficina Internacional de Ley Mágica y la Confederación Internacional de Magos, Sede Británica. El jefe anterior era Barty Crouch Sr., hasta su muerte. Aquí es también donde Percy Weasley comenzó su carrera en el Ministerio.
Este departamento es similar en función al Ministerio de Relaciones Exteriores y de la Mancomunidad de Naciones del Reino Unido de la vida real, y varios órganos de las Naciones Unidas.
Deberes
- trabajar con gobiernos mágicos de otros países.
- establecer normas para el comercio.
- crear regulaciones para cosas como el espesor de los calderos.[n. 39]
- trabajar con el Departamento de Deportes y Juegos Mágicos para el Campeonato Mundial de Quidditch[n. 39] y otros asuntos como el Torneo de los Tres Magos.[n. 40]

### Departamento de Transportes Mágicos
El Departamento de Transportes Mágicos es responsable de varios aspectos de transporte mágico. Está localizado en el sexto piso del Ministerio de Magia e incluye la Dirección de la Red Flu, responsable de crear y mantener la red, y distribuir los polvos flu; el Consejo Regulador de Escobas, que controla el tráfico de viaje en escoba; la Oficina de Trasladores, que regula los trasladores; y el Centro Examinador de Aparición, que otorga licencias de aparición a brujas y magos.

### Departamento de Deportes y Juegos Mágicos
El Departamento de Deportes y Juegos Mágicos, visto como el departamento más relajado (se encuentran pósteres de los equipos favoritos de Quidditch clavados en las paredes), se encarga de organizar eventos deportivos como el Campeonato Mundial de Quidditch y el Torneo de los Tres Magos. Ludo Bagman solía ser el jefe de este departamento, pero sus problemas con el juego lo forzaron a huir de los duendes acreedores. El departamento está localizado en el séptimo piso del Ministerio de Magia, e incluye el Cuartel General de la Liga de Quidditch de Gran Bretaña e Irlanda, que organiza la Liga de Quidditch de Gran Bretaña e Irlanda; el Club Oficial de Gobstones, que planea los torneos de Gobstones; y la Oficina de Patentes Descabelladas, que lidia con las patentes descabelladas, aunque no se conoce el modo en que lo hace.

### Departamento de Misterios
El Departamento de Misterios, localizado en el noveno piso, es un departamento en el Ministerio de Magia que estudia enigmas particulares (la muerte, el tiempo, el espacio, el pensamiento y el amor) y alberga copias y profecías hechas en el universo de Harry Potter. Durante el régimen discriminatorio de Voldemort, él fuerza al departamento a mentir y clamar que los hijos de muggles en realidad le roban la magia a los sangre pura, haciéndolos "magos ilegales" y permitiendo su arresto.
Debido a la naturaleza encubierta que rodea a esta rama particular del gobierno mágico, el Departamento de Misterios puede ser vinculado a agencias de inteligencia del mundo real como la CIA o el MI6 en donde la mayoría de las operaciones son mantenidas en secreto total de la población mágica general. Sin embargo, las operaciones primarias del departamento parecen ser más como aquellas de científicos, ya que ellos intentan descubrir las fuentes y reglas que gobiernan la magia. 
Las salas en el Departamento parecen (aunque no enunciados directamente) referirse a varios misterios de la vida. Entre esas salas se encuentran:
| Nombre                | Descripción | Contenidos |
| --------------------- | --- | --- |
| Sala de los Cerebros  | "[...] aquella sala, larga y rectangular, parecía mucho más luminosa; del techo colgaban unas lámparas suspendidas de cadenas doradas, aunque Harry no vio las luces destellantes que había que había visto en sus sueños. La sala estaba casi vacía: sólo había unas cuantas mesas y, en medio de la habitación, un enorme tanque de vidrio, lo bastante grande para que los seis nadaran en él, lleno de un líquido verde oscuro en el que se movían perezosamente a la deriva unos cuantos objetos de un blanco nacarado." | Dichos "objetos de un blanco nacarado" son cerebros. Cuando son sacados del tanque, estos desenrollan unos tentáculos de pensamiento que pueden herir seriamente a alguien si se enroscan alrededor de él. Se puede salir por varias puertas distintas. |
| Sala de las Puertas   | "Se encontraron en una gran sala circular. Todo era de color negro, incluidos el suelo y el techo; alrededor de la negra y curva pared había una serie de puertas negras idénticas, sin picaporte y sin distintivo alguno, situadas a intervalos regulares, e, intercalados entre ellas, unos candelabros con velas de llama azul. La fría y brillante luz de las velas se reflejaba en el reluciente suelo de mármol causando la impresión de que tenían agua negra bajo los pies." | Siempre que una de sus puertas es cerrada, las paredes de la sala giran, desorientando a sus ocupantes por varios segundos. Esto es posiblemente un artefacto de seguridad para evitar que los que no sean empleados del departamento lleguen a la sala deseada. Responde al pedido verbal de una salida abriendo la puerta correcta. |
| Cámara Espacial       | "[...] una habitación oscura llena de planetas; era un sitio muy raro, a veces nos quedábamos flotando en la oscuridad." —Luna Lovegood | Adentro está el sistema solar flotando. |
| Cámara de la Muerte   | "Entraron en otra habitación, más grande que la anterior, rectangular y débilmente iluminada, cuyo centro estaba hundido y formaba un enorme foso de piedra de unos seis metros de profundidad. [...] unas gradas de piedra [...] discurrían alrededor de la sala y descendían como en un anfiteatro [...]. En el centro del foso, sin embargo, en lugar de la silla con cadenas había una tarima de piedra sobre la que se alzaba un arco, también de piedra, que parecía tan antiguo, resquebrajado y a punto de desmoronarse [...]. El arco, que no se apoyaba en nada, tenía colgada una andrajosa cortina, era una especie de velo negro que, pese a la quietud del ambiente, ondeaba un poco, como si acabaran de tocarlo." | Harry Potter escucha tenues voces de detrás del velo cuando se acerca a él. Es a través de este velo que Sirius Black cae y muere en la Orden del Fénix. Se insinúa que el velo de algún modo lleva al más allá, ya que algunos (tal vez aquellos que han visto a alguien morir) pueden oír voces susurrantes de detrás de él. Cada persona es afectada de un modo diferente. Harry y Ginny se ven atraídos a él. Hermione y Ron, sin embargo, se ven desconcertados. |
| Sala del Tiempo       | "[...] la hermosa, danzarina y centelleante luz que había dentro. [...] unos relojes [...] brillaban sobre todas las superficies; eran grandes y pequeños, de pie y de mesa, y estaban colgados en los espacios que había entre las bibliotecas o reposaban sobre las mesas; era por eso por lo que un intenso e incesante tintineo llenaba aquella habitación, como si por ella desfilaran miles de minúsculos pies. La fuente de la luz era una altísima campana de cristal que había al fondo de la sala." | Adentro hay varios artefactos relacionados con el tiempo, como relojes de todo tipo giratiempos. También hay una misteriosa campana de cristal, dentro de la cual cualquier cosa rejuvenecerá continuamente, y luego regresará lentamente a su edad original en un ciclo sin fin. Hermione menciona que todos los giratiempos aplastados del departamento no habían sido reemplazados para septiembre de 1996. |
| Sala de las Profecías | "Habían encontrado lo que buscaban: una sala de techo elevadísimo, como el de una iglesia, donde no había más que hileras de altísimas estanterías llenas de pequeñas y polvorientas esferas de cristal. Estas brillaban débilmente, bañadas por la luz de unos candelabros dispuestos a intervalos a lo largo de las estanterías. Las llamas de las velas [...] eran azules. En aquella sala hacía mucho frío." | Verticales a la puerta hay "altísimas estanterías" con miles de orbes (registros de profecías). A la izquierda de la puerta están los pasillos del número 1 al 53, mientras a la derecha de la misma están los pasillos desde el número 54. Están protegidas mágicamente, para que las únicas personas que puedan sacarlas de su estantería sea el responsable de la Sala de las Profecías y a los que se refiere cada profecía; cualquier otro que trate tomarla enloquece inmediatamente. Cuando un orbe se rompe, la profecía registrada que contiene se repite en voz alta una vez, después de lo cual el registro es inútil. La profecía de 1980 de Sybill Trelawney sobre "el único con poder para derrotar al Señor Tenebroso" está guardada hasta los eventos de la Orden del Fénix, en donde finalmente es destruida y así evitar que cayera en manos de los mortifagos. |
| Sala Siempre Cerrada  | "[...] una sala que siempre está cerrada. Contiene una fuerza que es a la vez más maravillosa y más terrible que la muerte, que la inteligencia humana, que el poder de la naturaleza. Además quizás es también la más misteriosa de todas las cosas que se guardan allí para su estudio. Lo que tú posees en sumo grado es el poder que se esconde en esa sala, del que Voldemort carece por completo." —Albus Dumbledore | En el misterio del príncipe, se confirmó a través de un diálogo entre Harry y Dumbledore que este poder es el amor. |

#### Inefables
Los inefables son un grupo de magos que trabaja en el Departamento de Misterios. Ellos tienen prohibido hablar de su trabajo. Entre los inefables conocidos se encuentran Broderick Bode, Croaker y Augustus Rookwood (antiguamente, ya que más tarde se convirtió en mortífago y fue despedido).

## Funcionarios del Ministerio
Los siguientes personajes son funcionarios notables del Ministerio de Magia.
Arthur Weasley, Kingsley Shacklebolt y Nymphadora Tonks están listados en la Orden del Fénix. Yaxley está listado en Mortífagos.

### Ludo Bagman
"Ludo Bagman era sin duda la persona menos discreta que Harry había visto hasta aquel momento [...] Llevaba una túnica larga de Quidditch con gruesas franjas horizontales negras y amarillas, con la imagen de una enorme avispa estampada sobre el pecho. Su aspecto era el de un hombre de contextura muy robusta en decadencia, y la túnica se le tensaba en torno de una voluminosa barriga que seguramente no existía en los tiempos en que jugaba en la selección inglesa de Quidditch. Tenía la nariz aplastada (probablemente se le había roto una Bludger perdida, pensó Harry); pero los ojos, redondos y azules, y el pelo, corto y rubio, lo hacían parecer un niño muy crecido."
Rowling, 2000, «Bagman y Crouch»

Ludovic "Ludo" Bagman es un jugador de Quidditch profesional retirado, antiguamente un muy exitoso golpeador para las Avispas de Wimbourne y la selección nacional de Inglaterra. Él era el jefe del Departamento de Deportes y Juegos Mágicos. En Harry Potter y el cáliz de fuego, Rowling usa el pensadero de Dumbledore para revelar que Bagman fue acusado de ser un mortífago como trece años antes de los eventos del cuarto libro por haber dado información a Augustus Rookwood, un mortífago recién descubierto. Se dice que él había creído que Rookwood, que era el padre de su amigo, estaba bajo sospechas, y que; consecuentemente, él había pensado que estaba ayudando al Ministerio transmitiéndole esa información.
Bagman ama las apuestas, que lo metieron en problemas financieros tan graves que le paga a algunos de sus acreedores (entre ellos, Fred y George Weasley) con oro leprechaun, después de haber apostado en el Campeonato Mundial de Quidditch. Después de la final del Campeonato Mundial, algunos duendes lo acorralan en el bosque afuera del estadio y toman todo el oro que él tenía encima, el cual no es suficiente para cubrir sus deudas. Para limpiar sus deudas con ellos, Bagman hace una apuesta sobre el Torneo de los Tres Magos, del cual él es uno de los jueces. Él le apuesta a los duendes que Harry ganaría. Trata de ayudar a Harry a lo largo del Torneo, dándole un puntaje perfecto en la primera prueba aunque resulta herido, y dándole consejos. Harry y Cedric Diggory terminan empatando en el primer puesto en el torneo, y Bagman no gana la apuesta, ya que los duendes argumentan que Bagman apostó que Harry ganaría completamente. Bagman se escapa después de la tercera prueba del torneo.
El personaje de Bagman fue cortado de la adaptación cinematográfica del cuarto libro. Algunas de las funciones primarias de Ludo en la historia fueron realizadas por Cornelius Fudge o por Barty Crouch Sr. en la película. Bagman aparece en el videojuego Harry Potter: Quidditch Copa del Mundo como un anunciador de Quidditch.
Etimología
- Ludovic es una latinización del nombre real francés, Louis. Ludovic es del gaélico para "devoto del Señor". "Ludo" es el latín para "yo juego", parte del verbo ludere.
- En la jerga británica, bagman (en español: viajante) es un vendedor ambulante. Ludo era un apostador secreto que desperdició su dinero. En la jerga criminal norteamericana, un bagman (en español: recaudador) es un intermediario entre el que recibe o entrega dinero, usualmente sobornos dados por una familia criminal a la policía. Ludo, por supuesto, está constantemente manejando dinero al hacer sus apuestas, y trata de arreglar el resultado del Torneo de los Tres Magos con pequeñas ofertas de "ayuda" en la dirección correcta. Esto también podría reflejar su papel como un (tal vez desconocido) intermediario para los mortífagos, pasándole información a Augustus Rookwood durante la primera guerra mágica.

### Barty Crouch Sr.
«Barty Crouch era un hombre mayor, de pose estirada y rígida, que iba vestido con corbata y un traje impecablemente planchado. Llevaba la raya del pelo tan recta que no resultaba normal, y parecía como si se recortara el bigote de cepillo utilizando una regla de cálculo. Le relucían los zapatos.»
Rowling, 2000, «Bagman y Crouch»

«Crouch tenía el pelo oscuro, el rostro mucho menos arrugado, y parecía fuerte y enérgico.»
Rowling, 2000, «El pensadero»

Bartemius "Barty" Crouch, Senior era el jefe del Departamento de Operaciones Mágicas Especiales cuando Voldemort surgió al poder por primera vez. Crouch era algo megalómano e intensamente preocupado con presentar la apariencia de la respetabilidad. Crouch era un hombre estricto e inflexible que seguía las reglas al pie de la letra. Aunque aborrecía las Artes Oscuras, su afán de disociarse de cualquier cosa que pudiera estropear su reputación lo llevó a actuar casi tan cruelmente como varios del lado oscuro, y autorizó a los aurores a matar a supuestos mortífagos que se resistieran a la detención. Él envió a Sirius Black a la prisión mágica Azkaban sin un juicio. Crouch parecía ser el favorito para convertirse en el próximo ministro de Magia hasta que su hijo, Barty Crouch Jr., fue atrapado con los Lestrange, unos mortífagos que trataban que Voldemort regrese al poder. Crouch le otorgó a su hijo un juicio antes de enviarlo a Azkaban. Sin embargo, de acuerdo con Sirius, el juicio fue una farsa, una simple demostración pública de cuánto él odiaba al muchacho. Alrededor de un año después del juicio, la esposa de Crouch, con una enfermedad terminal, rogó que la vida de su hijo sea salvada. Por lo tanto, Crouch ayudó a ambos a intercambiar apariencias usando la poción multijugos, y su esposa tomó el lugar de su hijo en Azkabán. Después de la supuesta muerte de su hijo en prisión, la simpatía pública cayó sobre Crouch Jr y el mundo mágico culpó de todo a Crouch Sr, acusándolo de llevar a que su hijo se uniese a los mortífagos como resultado de su descuido por su familia. Consumado del escándalo, Crouch perdió gran parte de su popularidad y fue relegado al puesto de jefe del Departamento de Cooperación Mágica Internacional.
Barty Crouch Sr. hace su primera aparición en la serie en el Campeonato Mundial de Quidditch en el cáliz de fuego. Crouch acusa a Harry, Ron y Hermione de intentar hacer la Marca Tenebrosa, y cuando Winky es encontrada teniendo la varita de Harry, él libera a Winky con enojo, ya que la elfina doméstica debía cuidar a su hijo, que siempre está bajo una capa de invisibilidad. Voldemort y su sirviente Peter Pettigrew aparecen en la casa de la familia Crouch y colocan a Crouch Sr. bajo el maleficio Imperius, liberando a Crouch Jr. del maleficio Imperius colocado sobre él por su padre y así permitiéndole reunirse con Voldemort. Crouch sigue apareciendo en público al principio y es uno de los cinco jueces en el Torneo de los Tres Magos. Sin embargo, preocupado de que Crouch luche contra el maleficio Imperius, Voldemort más tarde lo mantiene prisionero dentro de la casa y lo tiene comunicado exclusivamente a través de correo de lechuzas supervisado. Más tarde en el libro, Crouch, que ha escapado de su casa, se encuentra con Harry y Viktor Krum en el bosque prohibido y ruega ver a Dumbledore. Sin embargo, Harry, mientras va en camino a informarle a Dumbledore de los eventos, alerta involuntariamente a Crouch Jr, disfrazado como Alastor Moody, de la presencia de su padre. Crouch Jr. va inmediatamente al bosque, mata a su propio padre, transforma el cuerpo en un hueso, y lo entierra en los terrenos de Hogwarts.
Roger Lloyd-Pack interpretó a Crouch en la adaptación cinematográfica de Harry Potter y el cáliz de fuego.
Etimología
- El nombre Bartemius se origina del nombre bíblico Bartimaeus[8] (en español: Bartimeo), quien toda su vida fue ciego, hasta que Jesús lo curó.[9] Esto podría deberse a que Barty era bastante ajeno a su familia hasta que su posición de autoridad bajó.
- El apellido Crouch es una variación del apellido inglés Cross.[10]

### John Dawlish
"[...] un mago de aspecto severo y pelo canoso, áspero y muy corto [...]"
Rowling, 2003, «El centauro y la delatora»

John Dawlish es un auror. Es muy capaz y seguro de sí mismo. Obtuvo Extraordinario en todos sus EXTASIS. Sin embargo, es una broma recurrente de los libros que en cada aparición o mención de él, es finalmente embrujado, usualmente debido a una combinación de oponentes muy superiores y pura mala suerte.
En Harry Potter y la Orden del Fénix, Dawlish acompaña a Fudge a Hogwarts a confrontar a Harry sobre las reuniones secretas del Ejército de Dumbledore. Dawlish es noqueado junto con Fudge, Umbridge y Kingsley cuando Dumbledore, que asumió la culpa por el Ejército, escapa. Unas pocas semanas después, Dawlish está entre los magos que intentan arrestar a Rubeus Hagrid cuando Umbridge despide al guardabosques. Más tarde, Dawlish llega al Ministerio de Magia con Fudge después de la batalla en el Departamento de Misterios termina. Fudge luego lo envía a asistir a los mortífagos capturados. Dawlish aparece nuevamente en el misterio del príncipe vigilando Hogwarts después del comienzo de la Segunda Guerra. Él es enviado a seguir a Dumbledore cuando el director abandona la escuela en busca de los Horrocruxes de Voldemort, pero este lo embruja "lamentándolo mucho". Él es confundido por un miembro de la Orden cerca del principio de Harry Potter y las Reliquias de la Muerte, y le da falsa información al mortífago Yaxley sobre el traslado de Harry de la casa de los Dursley. Estando confundido, es derrotado por Dirk Cresswell, quien se escapa a medio camino de Azkaban. Más tarde, Dawlish fue enviado a arrestar a Augusta Longbottom. Después de una pelea, el ataque de la anciana deja a Dawlish en el Hospital San Mungo.
Dawlish fue interpretado por Richard Leaf en la adaptación cinematográfica de Harry Potter y la Orden del Fénix.
Etimología
- John, en español Juan, deriva del nombre hebreo Yohanan (en español: agraciado por Dios). J. K. Rowling lo nombró así en honor a John Noe, un coanfitrión de PotterCast, después de que un amigo de él le preguntó a Rowling cuál era el nombre de Dawlish, y mostró una obsesión con el personaje a lo largo de la entrevista.[11]
- Dawlish es el nombre de una ciudad costera en Devon. Su nombre deriva del nombre de un río galés que significa "arroyo negro". También hay una traducción romana de Dolfisc (en español: río oscuro o el agua del diablo).[12]

### Cornelius Fudge
"El extraño era un hombre bajo y corpulento, con pelo gris alborotado y expresión nerviosa. Llevaba una extraña combinación de ropa: un traje de rayas finas, una corbata roja, una capa larga negra y botas púrpura en punta. Sujetaba bajo el brazo un sombrero hongo verde lima."
Rowling, 1998, «Cornelius Fudge»

Cornelius Oswald Fudge es mencionado por primera vez en Harry Potter y la piedra filosofal como el ministro de Magia de Gran Bretaña. Aparece por primera vez en Harry Potter y la cámara secreta, cuando llega a la escuela para llevar a Rubeus Hagrid a Azkaban, aunque no cree firmemente que Hagrid es culpable. También destituye a Dumbledore del puesto de director al ser presionado por Lucius Malfoy, que insistió en que todos los miembros del consejo de Hogwarts habían votado a favor de ello. Sin embargo, no es hasta Harry Potter y el prisionero de Azkaban que Fudge se encuentra con Harry por primera vez. Fudge no presenta cargos en contra de Harry por inflar accidentalmente a tía Marge, y le aconseja ser cuidadoso, ya que un prisionero se había escapado de Azkaban. Cuando Fudge va a la taberna Las Tres Escobas, sin darse cuenta le dice a Harry —que estaba bajo su capa de invisibilidad— que Sirius era el mejor amigo de su padre, y que se creía que había traicionado a los Potter con Voldemort. Fudge permitió que la casi-ejecución de Buckbeak ocurra, una vez más intimidado por Lucius Malfoy. En este libro, se revela que, antes de convertirse en ministro, él trabajó en el Departamento de Accidentes y Catástrofes en el Mundo de la Magia.
Su amable relación con Harry cambia de manera abrupta en el cáliz de fuego. Cuando Harry sale de la tercera prueba del Torneo de los Tres Magos después de haber visto el renacimiento de Voldemort, Fudge se niega a creerle. Está preocupado por las consecuencias de anunciar el regreso de Voldemort, poniéndole fin a los años de paz del mundo mágico, y el brote repentino de oscuridad y terror; por lo tanto, decide simplemente ignorar toda la evidencia en vez de aceptar la verdad. J. K. Rowling ha dicho que el comportamiento de Fudge refleja el de Neville Chamberlain en los días previos a la Segunda Guerra Mundial.
En la Orden del Fénix, Fudge organiza una viciosa campaña de desprestigio a través de El Profeta para mostrar a Dumbledore como un viejo tonto y senil —aunque constantemente le pedía consejos a Dumbledore en sus primeros días de ministro— y a Harry como un mentiroso inestable y en busca de atención. También aprueba una ley que le permite colocar a Dolores Umbridge, su subsecretaria, como profesora en Hogwarts. Luego la nombra suprema inquisidora, con el poder de inspeccionar y despedir a los profesores; y finalmente es la sucesora de Dumbledore como directora, lo que le da —y por extensión, también a Fudge mismo— el control total sobre Hogwarts. A Fudge le preocupa que Dumbledore sea una amenaza a su poder y que esté planeando entrenar a los estudiantes de Hogwarts para derrocar al Ministerio. Después de que Voldemort aparece en el Ministerio de Magia en la batalla del Departamento de Misterios, Fudge es despedido después de que la comunidad mágica pide su renuncia, y es reemplazado por Rufus Scrimgeour, aunque se queda como un consejero del ministro en el misterio del príncipe. Él hace varios intentos de que Dumbledore organice una reunión entre él y Harry, para que Harry pueda mentir a favor de Fudge y hacer que parezca que el Ministerio está ganando la guerra, pero Dumbledore se rehúsa, sabiendo lo ridícula que Harry encontraría la idea. Fudge es mencionado por última vez en la serie como uno de los presentes en el funeral de Dumbledore; su destino durante la adquisición de Voldemort del Ministerio en el año siguiente es desconocido.
Robert Hardy se encargó de interpretar al personaje en las películas,[cita requerida] mientras que Bertie Carvel hará lo propio en la serie de televisión Harry Potter.
Etimología
- Cornelius es un nombre romano que posiblemente deriva del elemento en latín cornu (en español: cuerno).[17]
- Oswald deriva de los elementos en inglés antiguo os (en español: dios) y weald (en español: poder, gobernante).[18] Esta es una referencia al poder político de Fudge en el mundo mágico británico es el más alto, al punto de la divinidad. El nombre Oswald ha tenido connotaciones negativas desde la década de 1930 debido al líder fascista británico Sir Oswald Mosley —un aliado de Adolf Hitler—, así como Lee Harvey Oswald —el asesino del presidente estadounidense John F. Kennedy— desde la década de 1960. Ambos pueden aludir al impacto negativo de Fudge sobre el mundo mágico, el primero debido a su pureza de sangre y elitismo social —como se ejemplifica por su favoritismo de Lucius Malfoy—, y el segundo debido a su intento de "asesinar" la reputación de Dumbledore.
- Fudge, además de significar "caramelo" en inglés, puede significar "disparate". Como verbo, significa "evadir" o "falsificar". También significa "llevar a cabo de una manera incompleta, pero ligeramente aceptable". Fudge es visto evadiendo o falsificando historias varias veces durante la serie.[19]

### Bertha Jorkins
Bertha Jorkins fue una estudiante de Hogwarts al mismo tiempo que James Potter y compañía, pero estaba "unos años más adelantada" que ellos. Era conocida por ser "muy bulliciosa y sin una pizca de cerebro". Se convirtió en empleada del Ministerio de Magia después de abandonar Hogwarts. En el verano anterior a los eventos de Harry Potter y el cáliz de fuego, ella fue asesinada por Voldemort. Rowling más tarde reveló que su muerte fue usada para convertir a Nagini, la serpiente de Voldemort, en un Horrocrux. Unos meses antes de su asesinato, ella por accidente descubrió que Barty Crouch Jr., que supuestamente había muerto en Azkaban, aún estaba vivo y siendo escondido por su padre, Barty Crouch Sr., que la silenció con un poderoso embrujo desmemorizante, que la dejó un poco confundida. Voldemort la daña irreparablemente física y mentalmente al romper el embrujo desmemorizante, a través de lo cual él obtuvo información sobre el Torneo de los Tres Magos y Crouch Jr. Durante el duelo entre Harry y Voldemort en el cementerio en Pequeño Hangleton, Bertha es una de las sombras que sale de la varita de Voldemort y ayuda a Harry a escapar. Ella parece ser más sabia después de su muerte, y apoya a Harry durante el cáliz de fuego para derrotar a Voldemort, su asesino.
El personaje de Bertha Jorkins fue eliminado a de la adaptación cinematográfica de el cáliz de fuego debido a limitaciones de tiempo.
Etimología
- Bertha era originalmente un apócope de nombres germanos que comienzan con el elemento beraht (en español: brillante, famosa).[20] Esto es claramente irónico, ya que ella era "muy bulliciosa y sin una pizca de cerebro".[n. 66]
- Jorkins puede ser por el señor Jorkins, un personaje en las novelas de Charles Dickens Un cuento de Navidad y David Copperfield.

### Rufus Scrimgeour
"[...] Rufus Scrimgeour parecía un león viejo. Tenía mechones de canas en la melena castaño rojiza y en las pobladas cejas; detrás de sus anteojos de armazón metálica brillaban unos ojos amarillentos; era larguirucho y, pese a que rengueaba un poco al andar, se movía con elegancia y desenvoltura."
Rowling, 2005, «El otro ministro»

Rufus Scrimgeour sirve como el ministro de Magia de Gran Bretaña , sucediendo a Cornelius Fudge, que fue destituido por la comunidad mágica debido a su incapacidad de anunciar el regreso de Voldemort, desacreditando a Harry Potter y Albus Dumbledore y permitiendo que Dolores Umbridge se convierta en directora de Hogwarts, desde Harry Potter y el misterio del príncipe hasta su muerte en el libro siguiente. Antes de ser elegido como ministro, Scrimgeour presidió la Oficina de Aurores del Ministerio y tiene varias cicatrices de guerra por sus años de servicio como auror, dándole una apariencia de sagaz tenacidad. Como ministro, él visita al primer ministro muggle con Fudge, ahora un consejero, para informarle de los recientes eventos en el mundo mágico, cruciales para la seguridad interna.
Scrimgeour prueba ser un líder más capaz que Fudge. Busca levantar la moral de la población mágica pidiéndole a Harry, que ha sido etiquetado como «el Elegido», que sea visto visitando el Ministerio, para que el público crea que Harry apoya las acciones del Ministerio contra Voldemort. Esto se conviene en una fuente de contención entre el ministro y Dumbledore, que no apoya la idea. Harry también rechaza esto, sobre todo debido a su propio historial antagónico con el Ministerio, y debido al trato del Ministerio con Dumbledore y Stan Shunpike. Scrimgeour hace una pequeña aparición, viéndose cansado y severo debido a la presión de su cargo, en Harry Potter y las Reliquias de la Muerte en la Madriguera con el testamento de Dumbledore; en seguida estalla una discusión entre Harry y él.
Scrimgeour es asesinado poco después de la visita cuando los mortífagos se apoderan del Ministerio. Se rumorea que había sido torturado por funcionarios del Ministerio, bajo el control del maleficio Imperius, por el paradero de Harry antes de ser asesinado. Harry sintió una «mezcla de conmoción y gratitud» al escuchar que Scrimgeour, en su acto final, intentó proteger a Harry negándose a revelar su ubicación. Con el Ministerio en manos de los mortífagos, la versión oficial sobre la muerte de Scrimgeour es que renunció.
Bill Nighy interpretó a Scrimgeour en Harry Potter y las Reliquias de la Muerte: parte 1.
Etimología
- Rufus (en español: Rufo) era un apodo romano que significaba "pelirrojo" en latín, con el que Guillermo II de Inglaterra (del inglés: William II of England) era habitualmente conocido debido a su color de cabello.[22] Guillermo tenía la reputación de ser un soldado efectivo, pero un gobernante despiadado e impopular. El nombre también es una referencia al cabello rojizo de Scrimgeour.
- Scrimgeour es un nombre ocupacional para un espadachín o esgrimidor, y deriva del francés antiguo eskermisseo(u)r (en español: espadachín o esgrimidor), de eskemir (en español: esgrimir, pelea, combate cuerpo a cuerpo.[23]

Por lo tanto, su nombre se traduce vagamente como "espadachín pelirrojo".

### Pius Thicknesse
"El individuo, de negra melena y barba —ambas salpicadas de mechones plateados— y una protuberante frente que daba sombra a unos ojos que chispeaban, le recordó a Harry la imagen de un cangrejo asomándose por debajo de una roca."
Rowling, 2007, «La Comisión de Registro de Hijos de Muggles»

Pius Thicknesse es mencionado por primera vez en Harry Potter y las Reliquias de la Muerte. Él es el jefe del Departamento de Operaciones Mágicas Especiales al principio del libro, cuando es colocado bajo el maleficio Imperius por Yaxley, que usa esta posición para infiltrarse en cargos superiores del Ministerio.
Después del ataque en el que Scrimgeour es asesinado, el Ministerio queda bajo el gobierno de facto de Voldemort, que nombra a Thicknesse como su ministro títere. Thicknesse se une a las filas de los mortífagos por el resto del libro y pelea con ellos en la batalla de Hogwarts, donde se bate a duelo con Percy Weasley, que lo transforma en un erizo de mar. Después del final de la batalla, el maleficio Imperius que había sido colocado en él se rompe. Kingsley Shacklebolt lo reemplaza como ministro de Magia provisional (más tarde permanente). No se sabe mucho de la naturaleza real de Thicknesse, ya que ha estado bajo el control de Yaxley por casi todo el libro.
Guy Henry interpreta a Thicknesse en Harry Potter y las Reliquias de la Muerte: parte 1 y parte 2, en donde es retratado como un mortífago incluso antes de la muerte de Scrimgeour; no hay mención del uso del maleficio Imperius para asegurar su apoyo. En la Parte 2, Thicknesse es asesinado por el mismo Voldemort en un ataque de furia y de pánico cuando este último sintió la destrucción de otro de sus Horrocruxes.
Etimología
- El nombre Pius deriva del latín pius (en español: piadoso, obediente),[24] cuya definición es "aquel que tiene respeto por la ley, el gobierno, así como el orden." Esto es particularmente apropiado para el jefe del Departamento de Operaciones Mágicas Especiales. Su traducción de "obediente" podría ser una alusión a que estuvo mucho tiempo bajo el maleficio Imperius, obedeciendo a Yaxley y, por lo tanto, a Voldemort.
- Thicknesse podría significar "lengua gruesa", del inglés thick (en español: grueso, espeso) y la palabra protogermánica nessye (o nessieh, en español: lengua).[19] En la versión sueca, el apellido de Thicknesse fue tomado como una deformación del inglés thickness (en español: grosor, espesor), y fue renombrado Pius Korpulens, por el sueco korpulens (en español: grosor). En la versión serbia, Thicknesse fue renombrado Pije Glupsije, por el serbio Pije (en español: Pío, en español: Pius}) y 'glupsije (en español: tonto). En la versión italiana, Thicknesse fue renombrado Pius O'tusoe, que suena como la palabra ottuso (en español: tonto). Estas traducciones podrías inspirarse en el hecho de que el inglés thick es también el lunfardo británico para "no muy brillante".

### Dolores Umbridge
"Le pareció que era como un sapo, enorme y blanco. Era bajita y rechoncha, con una cara ancha y fofa, muy poco cuello, como tío Vernon, y una boca también muy ancha y flácida. Tenía los ojos grandes, redondos y un poco saltones. Hasta el pequeño lazo de terciopelo negro que llevaba en el pelo, corto y rizado, le recordó a una gran mosca que la bruja podría cazar con una larga y pegajosa lengua en cualquier momento."
Rowling, 2003, «La audiencia»

"Harry pensó que la mujer parecía una tía solterona: era rechoncha y bajita, y tenía el cabello pardusco, corto y rizado. Se había puesto una espantosa vincha de color rosa que hacía juego con la esponjosa chaqueta del mismo tono que llevaba sobre la túnica. [...] Harry vio, con gran sorpresa, un pálido rostro que recordaba al de un sapo y dos ojos saltones y con bolsas."
Rowling, 2003, «La nueva canción del Sombrero Seleccionador»

Dolores Jane Umbridge es la profesora de Defensa Contra las Artes Oscuras en Harry Potter y la Orden del Fénix. Habla con una voz "chillona, cantarina e infantil", y tiene una tendencia a hablar con las personas que ve como inferiores en un tono muy condescendiente, como si fueran tontos o niños muy pequeños.
Umbridge aparece por primera vez como interrogadora en la audiencia de Harry por uso de magia por un menor en los primeros capítulos de la Orden del Fénix. Más tarde, se revela que Umbridge mandó a los dementores a atacar a Harry en un intento de que deje de contradecir al Ministerio sobre el regreso de Voldemort. Más tarde, Umbridge es instalada en Hogwarts como profesora de Defensa Contra las Artes Oscuras por orden del Ministerio. Sus clases consisten solo de teoría de hechizos de defensa, debido al miedo del paranoico ministro Fudge de que Dumbledore intentara usar a sus estudiantes como un ejército para derribar al Ministerio. Poco después, ella es designada la primera suprema inquisidora de Hogwarts, lo que le da un poder extraordinario sobre los estudiantes, los maestros y el plan de estudios. En unos de los capítulos del quinto libro ella despide a Sybill Trelawney del cargo de maestra por parecerle alguien incompetente, aunque Dumbledore sale en su defensa y le indica que ella solo tiene la autoridad para despedir a sus maestros, pero lo que no tenía es la autoridad para desterrarla del castillo, ya que esa seguía siendo jurisdicción del director de Hogwarts. Finalmente, ella destituye a Dumbledore después de que él 'confiesa' estar conspirando contra el Ministerio para evitar que Harry sea expulsado, y ella es designada directora por el Ministerio. Sin embargo, la oficina del director rechaza su autoridad, cerrándose para impedirle la entrada, teniendo que seguir usando su propia oficina. Ella crea una Brigada Inquisitorial, que le da el poder a sus miembros estudiantes de reportar a otros y de encargarse de hacer cumplir las reglas de Umbridge, incluyendo la habilidad de quitar puntos a otros estudiantes para la competencia de la Copa de la Casa. Todos los miembros de la Brigada Inquisitorial en su totalidad pertenecen a la casa de Slytherin.  Su autoridad es inicialmente desafiada por Fred y George Weasley, que abandonan Hogwarts después de convertir un pasillo en un pantano y bombardear a Umbridge con fuegos artificiales. Desde ese momento, ella enfrenta problemas con el cuerpo estudiantil —exceptuando a Slytherin— y Peeves en toda oportunidad, con los profesores haciendo poco y nada para detenerlos. Argus Filch trata de ayudarla, pero es muy difícil para él mantener el orden. Hacia los últimos capítulos de la Orden del Fénix, Umbridge ataca a Hagrid, pero su intento es frustrado, en parte debido a que este es un semigigante y, por lo tanto, tiene cierta inmunidad contra hechizos. Hagrid escapa de Hogwarts, y Minerva McGonagall resulta gravemente herida por los acompañantes de Umbridge y es enviada al Hospital San Mungo, despejándole el camino a Umbridge para tener control total de la escuela.
El tiempo de Umbridge en Hogwarts se caracteriza por la crueldad y los castigos abusivos contra los estudiantes; ella fuerza a Harry Potter, Lee Jordan y otros estudiantes a quienes les dio detención a escribir líneas usando una pluma de sangre, que deja heridas al que la usa con las palabras que escribió. Umbridge incluso intenta usar Veritaserum y el maleficio Cruciatus para extraer información a los estudiantes. Al hablarle despectivamente a una manada de centauros, ella los provoca y ellos la secuestran. Umbridge es rescatada sin daño visible, pero traumatizada, por Dumbledore, y finalmente es desterrada de Hogwarts por todos sus abusos de autoridad durante el curso y donde también se le abre una investigación formal, debido a que la comunidad mágica presiona a Fudge para su renuncia. Más tarde, ella hace una pequeña aparición en Harry Potter y el misterio del príncipe cuando asiste al funeral de Dumbledore con una expresión no convincente de dolor y a Harry le desagrada escuchar que Rufus Scrimgeour no la haya despedido del Ministerio de Magia por todo lo que hizo previamente.
Umbridge tiene un papel más pequeño en las Reliquias de la Muerte como la jefa de la Comisión de Registro de Hijos de Muggles, y parece haber escrito un panfleto llamado "Los sangre sucia y los peligros que representan para una perfecta sociedad de sangre pura", indicando su completo apoyo del régimen de Voldemort, sepa ella o no la verdad sobre quién lo estaba llevando a cabo. De algún modo, ella obtuvo el ojo mágico de Alastor Moody después de su muerte, y lo usa para espiar a los otros empleados del Ministerio desde su oficina. También ha tomado el guardapelo de Slytherin como un soborno de Mundungus Fletcher después de que él lo robó del número doce de Grimmauld Place y lo puso en venta sin una licencia. Ella usa la baratija para solidificar sus credenciales de sangre pura, diciendo que la "S" en el guardapelo es por "Selwyn", en vez de "Slytherin". Harry y sus amigos logran infiltrarse en el Ministerio y recuperar el Horrocrux de Umbridge después de aturdirla durante el juicio de una hija de muggles. Aunque Harry no logra conjurar un Patronus con el guardapelo puesto debido a la presencia maligna de un pedazo del alma de Voldemort, Umbridge logra hacerlo. Rowling explica que esto se debe a que Dolores es "una persona muy desagradable", tanto que el objeto maligno la ayuda en vez de estorbarla. Después de la caída de Voldemort, de acuerdo con Rowling, Umbridge finalmente fue arrestada, interrogada, enjuiciada y sentenciada a cadena perpetua en Azkaban por todos sus crímenes injustos contra los hijos de muggles.
El novelista Stephen King, escribiendo como un crítico literario para Entertainment Weekly, notó que el éxito de cualquier novela es debido a un gran villano, con Umbridge siendo la "mejor villano imaginable en aparecer desde Hannibal Lecter." IGN colocó a Umbridge en el decimosexto lugar de su lista de los 25 mejores personajes de Harry Potter.
Imelda Staunton apareció como Umbridge en la adaptación cinematográfica de la Orden del Fénix y repitió su papel en Harry Potter y las Reliquias de la Muerte: parte 1.
Etimología
- Dolores es un nombre español común, derivado del latín doloris (en español: dolor). Dolor es también el nombre del maleficio Cruciatus en la traducción danesa.
- Jane (en español: Juana) es el femenino de John (en español: Juan), que deriva del nombre hebreo Yohanan (en español: agraciado por Dios).
- Umbridge es un juego de palabras del inglés umbrage (en español: ofensa, resentimiento), lo que indica que ella está destinada a causar solo daño e infelicidad. También simboliza cómo se ofende por cualquier desafío a su limitada cosmovisión. También podría derivar del latín umbra (en español: sombra), o del verbo alemán umbringen (en español: matar).

### Percy Weasley
"Percy [...] parecía especialmente orgulloso. Se había colocado la insignia de delegado en el fez que llevaba graciosamente sobre su pelo bien peinado. Los anteojos de montura de carey reflejaban el sol egipcio."
Rowling, 1999, «Lechuzas mensajeras»

Percy Ignatius Weasley es el tercer hijo de Arthur y Molly Weasley. En contraste directo a sus hermanos menores, él es muy riguroso con las reglas y normalmente presumido debido a su amor por la autoridad, aunque tiene buenas intenciones. Cuando Percy aparece por primera vez en Harry Potter y la piedra filosofal, él es un prefecto de Gryffindor, y en Harry Potter y el prisionero de Azkaban se convierte en delegado —también llamado Premio Anual—, para el deleite de su madre. En estas dos circunstancias, se aferra físicamente a su insignia, queriendo pulirla y usarla aún fuera de la escuela. En Harry Potter y la cámara secreta, Percy en secreto tiene una novia —la prefecta de Ravenclaw Penelope Clearwater—. Siendo un estudiante de alto rendimiento académico, Percy obtuvo doce MHB y doce EXTASIS. Al terminar la escuela, esta distinción académica sumada a haber sido tanto prefecto como delegado le aseguraron un empleo en el Ministerio en Harry Potter y el cáliz de fuego. Su supervisor inmediato es Barty Crouch Sr; Percy de un modo idolatra al señor Crouch, pero él nunca parece recordar el nombre de Percy, llamándolo Weatherby. Cuando Crouch enferma, Percy lo reemplaza como jurado en la segunda prueba del Torneo de los Tres Magos.
En Harry Potter y la Orden del Fénix, Percy es promovido a asistente júnior del ministro Fudge; ya que Fudge y Dumbledore están desacuerdo sobre la declaración de Harry del regreso de Voldemort, estalla una disputa entre Percy y su padre, Arthur, resultando en la subsecuente separación de Percy de su familia. Aunque Harry nota que Percy "siempre había sido el que menos le gustaba de todos los hermanos de Ron", él aún está sorprendido de escuchar esto. Cuando Percy se entera de que Ron se convierte en prefecto, le envía una carta felicitándolo por seguir sus pasos, y sin éxito le pide a Ron que corte su vínculo con Harry —diciendo que él es extremadamente peligroso para el perfecto estatus de Ron— y que ser leal a Umbridge y el Ministerio, yendo tan lejos que se refiere a ella como una "mujer encantadora", para el desagrado de Harry y Ron. Percy más tarde aparece en Harry Potter y el misterio del príncipe, donde aparentemente ha visto el error de sus acciones y hace una incómoda visita a su familia con el nuevo ministro Rufus Scrimgeour durante las vacaciones navideñas, aunque más tarde se revela que esto fue planeado por Scrimgeour para hablar con Harry a solas. Más tarde, él asiste al funeral de Dumbledore con los oficiales del Ministerio, incluyendo a Dolores Umbridge.
En el clímax de Harry Potter y las Reliquias de la Muerte, Percy regresa con su familia y logra reconciliarse con todos ellos, y finalmente se bate a duelo con el nuevo ministro de Magia y títere de Voldemort Pius Thicknesse en la batalla de Hogwarts. Durante el duelo, Percy anuncia su renuncia, siendo esta la primera broma que hace en varios años, para el deleite de Fred. Mientras lucha junto con Percy, su hermano Fred Weasley es asesinado en una explosión, y Percy se aferra al cadáver y lo protege de un daño mayor. En la última parte de la batalla, él y su padre trabajan juntos para derrotar a Thicknesse. Su última aparición es en el epílogo del libro, en la estación de King's Cross, hablando en voz alta sobre la regulación del uso de escobas.
Percy es interpretado por Chris Rankin en las películas.
Etimología
- Percy es un apócope del nombre Percival, derivado del francés percer (en español: taladro, taladrar, agujerear). Percival era el nombre de uno de los Caballeros de la Mesa Redonda del rey Arturo.[30]
- Ignatius viene del apellido romano Egnatius, de origen etrusco, que más tarde fue alterado para parecerse al latín ignis (en español: fuego).[31] Pudo haber sido nombrado así en honor a su tío abuelo materno, Ignatius Prewett.[n. 94]
- Weasley deriva del inglés weasel (en español: comadreja), que además es el patronus de Arthur, su padre. Sobre el apellido de la familia, J. K. Rowling comentó:

"En Gran Bretaña e Irlanda, la comadreja tiene fama de ser un animal de mal agüero, casi malvado. Sin embargo, desde niña me gustaron todos los miembros de la familia de los mustélidos; para mí la comadreja no tiene maldad, sólo mala reputación."

### Otros
| Personaje                 | Antecedentes |
| ------------------------- | --- |
| Broderick Bode            | Un empleado en el Departamento de Misterios. Él es colocado bajo el maleficio Imperius por Lucius Malfoy, quien buscaba obtener la profecía sobre Harry y Voldemort. Bode sufrió severos daños al intentar robar la profecía y fue enviado al Hospital San Mungo; él fue más tarde estrangulado por una planta de lazo del diablo en una maceta en Navidad para evitar que revele información sobre la trama de los mortífagos. |
| Amelia Susan Bones        | Jefa del Departamento de Operaciones Mágicas Especiales. Ella es la tía de Susan Bones —la alumna de Hufflepuff en el mismo año que Harry—, y la hermana de Edgar Bones —un miembro de la Orden del Fénix asesinado por mortífagos durante la primera guerra—. Durante la audiencia de Harry en el quinto libro, Madame Bones expresa admiración por la habilidad de Harry de producir un Patronus corpóreo a una edad tan joven; su conducción justa del juicio también ayudó a llevar a la absolución de Harry. Se cree que Bones ha sido asesinada brutalmente por Voldemort mismo poco antes de los eventos del sexto libro. Ella es llamada una "gran bruja" por el profesor Dumbledore en el mismo libro. Es interpretada por Sian Thomas en la adaptación cinematográfica de Harry Potter y la Orden del Fénix. |
| Reginald "Reg" Cattermole | Trabaja para el Servicio de Mantenimiento Mágico en el Ministerio. En el último libro, Ron usa un poco de su cabello para personificarlo y entrar al Ministerio para robar el guardapelo de Slytherin. Su esposa, la hija de muggles Mary Cattermole, está siendo interrogada en el momento en que Harry, Ron y Hermione roban el guardapelo. Steffan Rhodri interpreta a Reg en la primera parte de la adaptación cinematográfica de las Reliquias de la Muerte, mientras Kate Fleetwood interpreta a su esposa Mary. |
| Dirk Cresswell            | Hijo de muggles, miembro del Club de las Eminencias durante su tiempo como estudiante de Hogwarts. Él es el jefe de la Oficina de Coordinación de los Duendes hasta que Albert Runcorn expone la falsificación de su árbol genealógico, y causa que sea enviado a Azkaban. Sin embargo, él escapa, pero finalmente es asesinado por Carroñeros junto con Ted Tonks y Gornuk el duende. |
| Amos Diggory              | Padre de Cedric Diggory. Trabaja en el Departamento de Regulación y Control de las Criaturas Mágicas. Al contrario que su hijo, que es bastante modesto, a Amos le gusta jactarse de los logros de su hijo y puede hacerle pasar un mal rato a Harry. En la adaptación cinematográfica de el cáliz de fuego, Diggory es interpretado por Jeff Rawle donde, al contrario que en el libro, es presentado como amigable. |
| Madame Edgecombe          | Trabaja en el Departamento de Transportes Mágicos, la Dirección de la Red Flu. Ella ayudó a Dolores Umbridge a vigilar las chimeneas de Hogwarts. Es la madre de Marietta Edgecombe, la Ravenclaw que delató al Ejército de Dumbledore con Umbridge. |
| Mafalda Hopkirk           | Trabaja en el Departamento contra el Uso Indebido de la Magia en el Ministerio, y es la responsable de enviar advertencias cuando se detecta magia realizada por un menor. Al comienzo de la Orden del Fénix, Harry recibe una vociferadora con una citación a la audiencia, escrita y narrada Hopkirk. Hermione usa un poco de su cabello to para personificarla y entrar al Ministerio, y se acerca a Umbridge antes de robarle el guardapelo de Slytherin. Su voz es prestada por Jessica Hynes en la adaptación cinematográfica de la Orden del Fénix, pero en las Reliquias de la Muerte - Parte 1, ella es físicamente interpretada por Sophie Thompson. |
| Griselda Marchbanks       | una bruja mayor que renunció al Wizengamot y ya estaba trabajando para el Tribunal de Exámenes Mágicos cuando Dumbledore era un estudiante. Marchbanks examina en persona a Harry y algunos de los estudiantes de su año cuando realizan sus MHB. |
| Bob Ogden                 | Dumbledore usa uno de los recuerdos de Ogden para mostrarle a Harry los antecedentes de la casa de los Gaunt, la familia materna de Voldemort. Ogden era jefe del Escuadrón de Operaciones Mágicas Especiales antes de morir. |
| Tiberius Ogden            | Aunque nunca hace una aparición explícita, Ogden es mencionado varias veces en la quinta entrega como un fiel aliado de Dumbledore frente a la creciente impopularidad del director. Fue un miembro del Wizengamot hasta que renunció para mostrar su apoyo hacia Dumbledore. |
| Perkins                   | Trabaja en el Departamento contra el Uso Incorrecto de los Objetos Muggle. Un amigo de Arthur Weasley, a quien le presta su carpa durante el Campeonato Mundial de Quidditch. Harry, Ron y Hermione usan la misma carpa en el último libro durante su búsqueda de Horrocruxes. En este mismo libro, él asiste a la boda de Bill Weasley y Fleur Delacour. |
| Albert Runcorn            | En una discusión con Arthur Weasley, se revela que ha descubierto la genealogía falsificada de Dirk Cresswell. Harry usa un poco de su cabello para personificarlo y entrar al Ministerio para robar el guardapelo de Slytherin. En Harry Potter y las Reliquias de la Muerte: parte 1, él es interpretado por David O'Hara. |
| Hectorace Permont         | Fundador del Ministerio de Magia. Se encuentra entre los principales artífices de la creación de este organismo previo a los relatos acontecidos en la saga principal. No se hace referencia a él en las películas. |
| Guile Cedsei              | Cofundador del Ministerio de Magia. No se hace referencia a él en las películas. |
| Wilkie Twycross           | Un profesor del Ministerio que le enseña a los estudiantes de sexto año cómo aparecerse; notable por sus tres D: destino, decisión y desenvoltura. Debido a la dificultad de la aparición, las tres D le dan varios apodos por parte de los estudiantes, como "don Desastre" y "doctor Desgracia". |

## Comentarios políticos
Conectado con su representación del burocratizado Ministerio de Magia y las medidas opresivas tomadas por este en libros posteriores —como hacer la asistencia a Hogwarts obligatoria y el "registro de hijos de muggles" con el Ministerio—, a Rowling se le ha preguntado si es un paralelismo con el nazismo. Ella respondió que "En realidad no era exclusivamente eso. Yo pienso que pueden ver que en el Ministerio, aun antes de que es tomado, hay paralelismos a los regímenes que todos conocemos y amamos." Jennifer Barnett de People's Weekly World dijo que los lectores "se ven inmersos en la política del mundo mágico —los “Decretos de Enseñanza” de la representante del Ministerio de Magia con cara de sapo, [...] el prejuicio contra los “sangre sucia” y los “mestizos”", y sugirió conexiones "con el mundo en que vivimos, con las similitudes y diferencias entre la administración de Fudge y la administración de Bush." Julia Turner de Slate Magazine también interpretó la representación de la ministración como una crítica a las administraciones de Bush y de Blair, sugiriendo que el folleto de seguridad del Ministerio recuerda a la Operación TIPS (por Terrorism Information and Prevention System, el Sistema de Información y Prevención del Terrorismo). El profesor de derecho Benjamin Barton, de la Universidad de Tennessee, nota los que considera aspectos libertario de Harry Potter en su artículo Harry Potter and the Half-Crazed Bureaucracy, publicado en Michigan Law Review, diciendo que "el mordaz retrato de gobierno de Rowling es sorprendentemente estridente y efectivo. Esto es en parte porque su crítica funciona en muchos niveles: las funciones gubernamentales, la estructura gubernamental y los burócratas que dirigen el espectáculo. Todos estos tres elementos trabajan juntos para retratar un Ministerio de Magia manejado por burócratas egoístas empeñados en aumentar y proteger su poder, normalmente para el perjuicio del público en general. En otras palabras, Rowling crea el gobierno de los sueños —o las pesadillas— de un erudito del interés público."

## Filmografía
- Columbus, Chris (2001). Harry Potter y la piedra filosofal. Warner Bros.
- ——————— (2002). Harry Potter y la cámara secreta. Warner Bros.
- Cuarón, Alfonso (2004). Harry Potter y el prisionero de Azkaban. Warner Bros.
- Newell, Mike (2005). Harry Potter y el cáliz de fuego. Warner Bros.
- Yates, David (2007). Harry Potter y la Orden del Fénix. Warner Bros.
- ————— (2009). Harry Potter y el misterio del príncipe. Warner Bros.
- ————— (2010). Harry Potter y las Reliquias de la Muerte: parte 1. Warner Bros.
- ————— (2011). Harry Potter y las Reliquias de la Muerte: parte 2. Warner Bros.